# Tešanj
Tešanj (en cyrillique : Тешањ) est une ville et une municipalité de Bosnie-Herzégovine située dans le canton de Zenica-Doboj et dans la fédération de Bosnie-et-Herzégovine. Selon les premiers résultats du recensement bosnien de 2013, la ville intra muros compte 5 531 habitants et la municipalité 46 135.

## Géographie
Tešanj est située au nord de la Bosnie-Herzégovine, dans la vallée de la rivière Tešanjka, un affluent droit de l'Usora. La municipalité est entourée par celles de Doboj, Doboj Jug, Maglaj, Teslić et Usora.

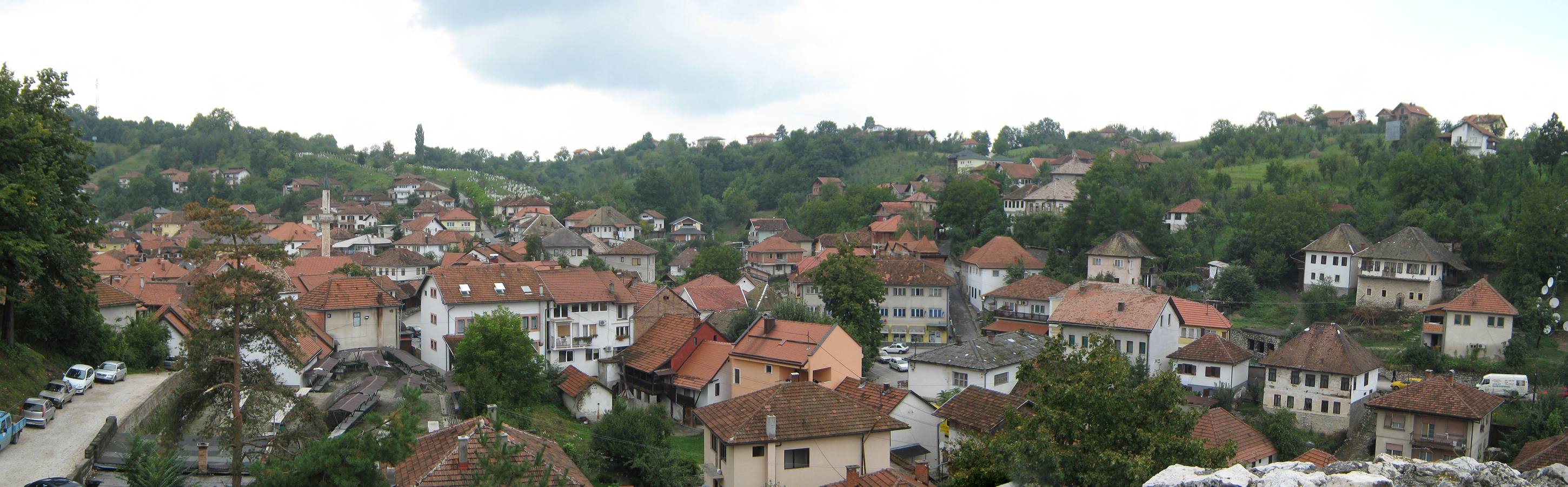
Vue de Tešanj depuis la forteresse

## Histoire
Tešanj est mentionnée pour la première fois sous son nom actuel en 1461.
Après la guerre de Bosnie-Herzégovine et les accords de Dayton (1995), le territoire de la municipalité de Tešanj, qui couvrait une superficie de 223 km2, a été réduit à la suite du rattachement de certains villages à la municipalité de Teslić, dans la république serbe de Bosnie. Avec la création de la municipalité d'Usora, qui, comme Tešanj, fait partie du canton de Zenica-Doboj dans la fédération de Bosnie-et-Herzégovine, le territoire municipal a encore été réduit.

## Localités

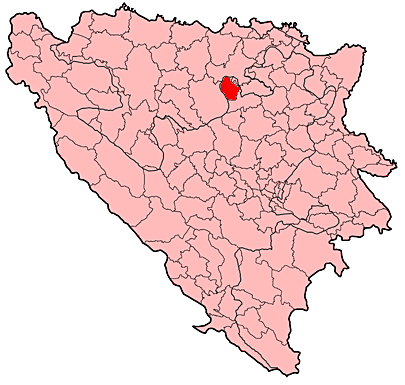
Localisation de la municipalité de Tešanj en Bosnie-Herzégovine

La municipalité de Tešanj compte 41 localités :
| - Blaževci - Bobare - Bukva - Cerovac - Čaglići - Čifluk - Dobropolje - Drinčići - Džimilić Planje - Jablanica - Jelah - Jelah Polje - Jevadžije - Kalošević | - Karadaglije - Koprivci - Kraševo - Lepenica - Logobare - Lončari - Ljetinić - Medakovo - Mekiš - Miljanovci - Mrkotić - Novi Miljanovci - Novo Selo - Orašje Planje | - Piljužići - Potočani - Putešić - Raduša - Ripna - Rosulje - Šije - Tešanj - Tešanjka - Trepče - Tugovići - Vrela - Vukovo |

## Démographie

### Villeintra muros

#### Évolution de la population
| 1948 | 1953 | 1961  | 1971  | 1981  | 1991  | 2013  |
| ---- | ---- | ----- | ----- | ----- | ----- | ----- |
| -    | -    | 3 148 | 3 901 | 5 253 | 5 621 | 5 531 |

|  |

### Dans la municipalité

#### Évolution de la population
| 1961   | 1971   | 1981   | 1991   | 2013   |
| ------ | ------ | ------ | ------ | ------ |
| 29 182 | 34 693 | 43 692 | 48 480 | 46 135 |

#### Répartition de la population par nationalités
En 1991, sur un total de 48 480 habitants, la population se répartissait de la manière suivante :

## Politique
À la suite des élections locales de 2012, les 25 sièges de l'assemblée municipale se répartissaient de la manière suivante :
| Parti                                                               | Sièges |
| ------------------------------------------------------------------- | ------ |
| Parti d'action démocratique (SDA)                                   | 11     |
| Parti social-démocrate (SDP)                                        | 7      |
| Parti pour la Bosnie-Herzégovine (SBiH)                             | 3      |
| Parti patriotique de Bosnie-Herzégovine-Sefer Halilović (BPS)       | 2      |
| Alliance pour un meilleur avenir de la Bosnie-Herzégovine (SBB BiH) | 1      |
| Parti libéral-démocrate de Bosnie-et-Herzégovine (SDU BiH)          | 1      |

Suad Huskić, membre du Parti d'action démocratique (SDA), a été élu maire de la municipalité.

## Tourisme

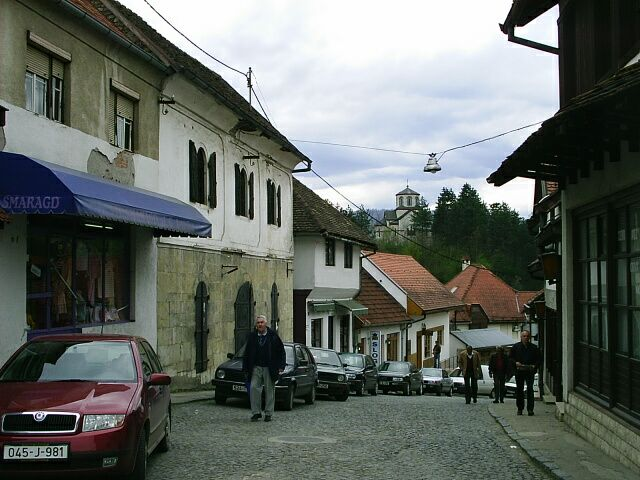
Une rue ancienne à Tešanj

## Personnalités
- Gazi Ferhad-beg
- Danijal-beg Đonlagić
- Stevo Petranović
- Musa Ćazim Ćatić
- Hamzalija Ajanović
- Adem-aga Mešić
- Huso Hodžić
- Rešad Kadić
- Edhem Pobrić
- Adem Handžić
- Aleksej Nejman
- Mustafa Ćeman
- Raska Denjalić
- Amir Brka
- Enis Bešlagić
- Omer Pobrić
- Kemal Korajlić